# Balaguier-sur-Rance
Balaguier-sur-Rance é uma comuna francesa na região administrativa de Occitânia, no departamento de Aveyron. Estende-se por uma área de 9,8 km². Em 2010 a comuna tinha 95 habitantes (densidade: 9,7 hab./km²).